# Álvaro Luiz Maior de Aquino
Álvaro Luiz Maior de Aquino (Nilópolis, 29 d'abril de 1979) és un exfutbolista brasiler, que ocupava la posició de defensa.

## Trajectòria
Va començar la seua carrera al São Paulo, tot continuant per altres equips brasilers com América-MG, Goiás, de nou São Paulo i Atlético Mineiro. L'any 2000 va marxar a la lliga espanyola per incorporar-se a la UD Las Palmas.
Va tindre problemes amb el seu passaport que el van afectar durant el 2001 i 2002. Tot i això, amb l'equip canari va jugar 39 partits de primera divisió i 30 de Segona. L'estiu del 2003 fitxà pel Reial Saragossa, on hi fou titular durant tres temporades a la màxima categoria. El seu darrer equip a la competició espanyola va ser el Llevant UE, club en què hi disputà dues altres campanyes, també com a titular. En total, el defensa va acumular 192 partits i 15 gols a la màxima categoria.
El 2008, després del descens del Llevant, retornà al seu país, per jugar amb l'Internacional. L'any següent anà a parar al Flamengo.

## Selecció
Álvaro va formar part de la selecció olímpica que va anar als Jocs Olímpics de Sydney 2000.

## Títols
Reial Saragossa
- Copa del Rei: 2004
- Supercopa d'Espanya: 2004

Internacional
- Copa Sudamericana: 2008
- Campeonato Gaúcho: 2009

Flamengo
- Campeonato Brasileiro Série A 2009